# Колеж Станіслава в Парижі
Колеж Станіслава в Парижі (фр. Collège Stanislas de Paris) — приватна католицька школа з високим рівнем відбору в Парижі та розташована на вулиці Нотр-Дам-де-Шан в VI окрузі.
У ньому навчається понад 3000 учнів, від дошкільних до підготовчих класів (класи для підготовки учнів до вступу до елітних вищих навчальних закладів, таких як Політехнічна школа, Центральна школа Парижа, Вища школа економічних та комерційних наук, ESCP Business School та HEC Paris), та це найбільша приватна школа у Франції.
Колеж Станіслава вважається однією з найпрестижніших та найелітніших французьких шкіл.
У 2019 році школа посіла 1-е місце у рейтингу середніх шкіл.

## Історія
Заснований у 1804 році священнослужителем Клодом Ліотаром, колеж має як традиційні будівлі, так і сучасні будівлі. За контрактом із французьким урядом він пропонує навчальні програми, ідентичні програмам державної освіти, а також релігійну освіту у певні дні — спочатку щосереди, починаючи із законів Жюля Феррі 1882 року, але тепер щосуботи. У 1822 році колежу було надано офіційну назву на честь польського короля Станіслава Лещинського, прадіда короля Франції Людовіка XVIII, чиє друге ім'я було «Станіслас».
З 1903 року колеж є власністю корпорації SA, заснованої колишніми випускниками.
Приватна освіта у Франції була опосередкована, але глибоко торкнулася сильним антиклерикальним рухом, який надихав французьких політиків упродовж дев'ятнадцятого та двадцятого століть, починаючи з Конкордату 1801 року. В результаті колеж майже зник, але зрештою був збережений зусиллями колишніх випускників. Навіть сьогодні він залишається ізольованим від провідних державних ліцеїв Парижа, хоча його «підготовчі класи» зрештою приводять своїх учнів до тих самих вищих шкіл, що й класи його конкурентів.